# ينس البينوس
ينس البينوس (بالدنماركية: Jens Albinus)‏ (و. 1965 – م) هو ممثل تلفزيوني، وممثل من الدنمارك .

## روابط خارجية
- ينس البينوس على موقع IMDb (الإنجليزية)
- ينس البينوس على موقع ألو سيني (الفرنسية)
- ينس البينوس على موقع تيرنر كلاسيك موفيز (الإنجليزية)
- ينس البينوس على موقع أول موفي (الإنجليزية)
- ينس البينوس على موقع قاعدة بيانات الأفلام السويدية (السويدية)
- ينس البينوس على موقع قاعدة بيانات الفيلم (الإنجليزية)
- ينس البينوس على موقع كينوبويسك (الروسية)